# パトリキ・ジ・オリヴェイラ・ヴィエイラ
パトリキ（Patrick）またはパトリキ・ヴィエイラ（Patrick Vieira）ことパトリキ・ジ・オリヴェイラ・ヴィエイラ（ポルトガル語: Patrick de Oliveira Vieira、1991年1月22日 - ）は、ブラジルのサッカー選手。ポジションはDF。

## クラブ歴
アメリカ・ミネイロの下部組織からトップチームに昇格した。2012年3月10日にプロ初出場。
2015年8月16日に2年契約でポルトガル・プリメイラ・リーガのCSマリティモに移籍。2017年6月にリーグ王者のSLベンフィカに移籍した。しかし、ヴィトーリア・セトゥーバルに期限付き移籍した後、CDサンタ・クララに完全移籍し、ベンフィカではプレーする事がなかった。
2020年1月にコリチーバFCに期限付き移籍。